# Mentor (skola)
En mentor (tidigare klassföreståndare) i den svenska grundskolan och gymnasieskola är en, oftast, lärare vars uppdrag vid sidan av undervisningen är att hantera ett antals elevers administrativa ärenden. Det kan innebära: kontakt med vårdnadshavare, generell betygsöversikt, utvecklingssamtal, föräldramöten, frånvarokontroll, insamling av blanketter med mera.
Vissa enskilda skolor har valt att avsätta personal för enbart denna uppgift. En lärare får då ansvar för en betydligt större andel elever men utför ingen undervisning.